# Tysk-österrikiska backhopparveckan 1986/1987
Tysk-österrikiska backhopparveckan 1986/1987 ingick i backhoppningsvärldscupen 1986/1987. 
Man hoppade i Oberstdorf den 30 december 1986, den 1 januari 1987 hoppade man i Garmisch-Partenkirchen och den 4 januari 1987 hoppade man i Innsbruck. Sista deltävlingen i Bischofshofen hoppades den 6 januari 1987.

## Oberstdorf
- Datum: 30 december 1986
- Land:  Västtyskland
- Backe: Schattenbergschanze

| Placering | Hoppare           | Land         | Poäng |
| --------- | ----------------- | ------------ | ----- |
| 01        | Vegard Opaas      | Norge        | 195,7 |
| 02        | Thomas Klauser    | Västtyskland | 195,6 |
| 03        | Andreas Felder    | Österrike    | 191,6 |
| 04        | Gérard Balanche   | Schweiz      | 191,1 |
| 05        | Ulf Findeisen     | Östtyskland  | 189,5 |
| 06        | Matjaž Debelak    | Jugoslavien  | 188,6 |
| 07        | Ernst Vettori     | Österrike    | 188,5 |
| 08        | Oliver Strohmaier | Österrike    | 187,7 |
| 09        | Harald Rodlauer   | Österrike    | 186,3 |
| 010       | Jari Puikkonen    | Finland      | 184,9 |

## Garmisch-Partenkirchen
- Datum: 1 januari 1987
- Land:  Västtyskland
- Backe: Große Olympiaschanze

| Placering | Hoppare        | Land            | Poäng |
| --------- | -------------- | --------------- | ----- |
| 01        | Andreas Bauer  | Västtyskland    | 204,4 |
| 02        | Jukka Kalso    | Finland         | 202,0 |
| 03        | Ulf Findeisen  | Östtyskland     | 201,0 |
| 04        | Miran Tepeš    | Jugoslavien     | 200,6 |
| 05        | Matjaž Debelak | Jugoslavien     | 197,6 |
| 06        | Thomas Klauser | Västtyskland    | 194,9 |
| 07        | Ernst Vettori  | Österrike       | 194,0 |
| 08        | Jens Weissflog | Östtyskland     | 189,3 |
| 09        | Matti Nykänen  | Finland         | 188,2 |
| 010       | Jiří Parma     | Tjeckoslovakien | 187,8 |

## Innsbruck
- Datum: 4 januari 1987
- Land:  Österrike
- Backe: Bergiselschanze

| Placering | Hoppare         | Land            | Poäng |
| --------- | --------------- | --------------- | ----- |
| 01        | Primož Ulaga    | Jugoslavien     | 226,4 |
| 02        | Hroar Stjernen  | Norge           | 224,1 |
| 03        | Ernst Vettori   | Österrike       | 222,6 |
| 04        | Vegard Opaas    | Norge           | 219,7 |
| 05        | Jens Weissflog  | Östtyskland     | 216,8 |
| 06        | Miran Tepeš     | Jugoslavien     | 215,0 |
| 07        | Gérard Balanche | Schweiz         | 214,3 |
| 08        | Jiří Parma      | Tjeckoslovakien | 213,5 |
| 09        | Ulf Findeisen   | Östtyskland     | 211,1 |
| 010       | Jan Boklöv      | Sverige         | 209,6 |

## Bischofshofen
- Datum: 6 januari 1987
- Land:  Österrike
- Backe: Paul-Ausserleitner-Schanze

| Placering | Hoppare        | Land            | Poäng |
| --------- | -------------- | --------------- | ----- |
| 01        | Tuomo Ylipulli | Finland         | 109,7 |
| 02        | Ernst Vettori  | Österrike       | 105,1 |
| 03        | Vegard Opaas   | Norge           | 104,5 |
| 04        | Miran Tepeš    | Jugoslavien     | 103,2 |
| 05        | Ulf Findeisen  | Östtyskland     | 100,8 |
| 06        | Jens Weissflog | Östtyskland     | 98,1  |
| 07        | Hroar Stjernen | Norge           | 97,1  |
| 08        | Andreas Bauer  | Västtyskland    | 96,9  |
| 09        | Primož Ulaga   | Jugoslavien     | 94,9  |
| 010       | Pavel Ploc     | Tjeckoslovakien | 93,6  |

## Slutställning
| Placering | Hoppare         | Land         | Poäng |
| --------- | --------------- | ------------ | ----- |
| 01        | Ernst Vettori   | Österrike    | 710,0 |
| 02        | Vegard Opaas    | Norge        | 703,3 |
| 03        | Ulf Findeisen   | Östtyskland  | 702,4 |
| 04        | Miran Tepeš     | Jugoslavien  | 691,4 |
| 05        | Thomas Klauser  | Västtyskland | 684,6 |
| 06        | Andreas Bauer   | Västtyskland | 681,7 |
| 07        | Jens Weissflog  | Östtyskland  | 676,9 |
| 08        | Primož Ulaga    | Jugoslavien  | 674,2 |
| 09        | Matjaž Debelak  | Jugoslavien  | 665,9 |
| 010       | Gérard Balanche | Schweiz      | 93,6  |